# Laura Wohnlich
Laura Wohnlich (* 17. Januar 1992 in Basel) ist eine Schweizer Schriftstellerin.

## Leben
Laura Wohnlich wurde 1992 in Basel geboren und war unter anderem Schauspielerin am Jungen Theater Basel. Daneben veröffentlichte sie Texte in der Welt und in der Wochenendbeilage Das Magazin.
Im März 2017 erschien im Piper Verlag mit Sweet Rotation ihr Debütroman, der mediale Beachtung fand.
2017 erhielt sie ein Aufenthaltsstipendium im Literarischen Colloquium Berlin, um in Berlin an ihrem zweiten Roman zu arbeiten.

## Werke
- Sweet Rotation. Roman. Piper, München 2017, ISBN 978-3-492-05792-9.
- Mookie. Weihnachten mit Schwein. Roman. Heyne, München 2020, ISBN 978-3-453-42443-2.
- Strom. Roman. Edition Königsstuhl, St. Gallenkappel 2023, ISBN 978-3-907339-35-0.